# En este pueblo no hay ladrones
En este pueblo no hay ladrones eés un conte de l'escriptor colombià Gabriel García Márquez. Es narra l'aventura i l'"infern" en què es troba un petit poble en descobrir que han desaparegut misteriosament les boles de billar de l'únic centre de diversió. L'obra es va adaptar al cinema en 1965, abans que l'autor fos conegut pel gran públic.

## Argument
En un petit poble, el saló de jocs que és l'única distracció existent en la localitat, les boles de billar són robades per Dámaso, home casat a punt de tenir un fill. La vida del poble es trastorna a partir d'una sèrie d'acusacions racistes. El culpable (que no ho és) és portat per la policia. Dámaso, amb sentiments de culpabilitat decideix restituir l'objecte del robatori. L'acció de Dámaso es torna inútil des del punt de vista de la culpabilitat del delicte.

## Adaptació cinematogràfica
L'obra va ser adaptada al cinema pel director Alberto Isaac en 1965.
- Autor original: Gabriel García Márquez (En este pueblo no hay ladrones)
- Guió: Emilio García Riera, Alberto Isaac
- Direcció: Alberto Isaac
- Producció: Alberto Isaac, Grupo Claudio
- Música: Nacho Méndez
- Imatges: J. Carlos Carbajal, Rafael Corkidi
- Muntatge: Carlos Savage hijo
- Format: Blanco i negre
- País: Mèxic
- Idioma: castellà

Per ordre alfabètic:
- Octavio Alba: el sagristà
- Antonio Alcalá: Escobosa
- Alfonso Arau: l'empresari
- Alicia Bergua
- Luis Buñuel: el capellà
- Leonora Carrington
- Mario Castillón Bracho
- José Luis Cuevas
- María Antonieta Domínguez
- Graciela Enríquez: Ticha
- Víctor Fosado
- Ernesto García Cabral
- Gabriel García Márquez: el cobrador del cinema
- Emilio García Riera: l'expert del billar
- Alberto Isaac
- Lucero Isaac (Lucero Rueda)
- María Luisa Mendoza: l’entrenadora
- Carlos Monsiváis: jugador de Dominó
- Argentina Morales
- Héctor Ortega: el mosso
- Julián Pastor: Dámaso
- Elda Peralta
- Abel Quezada: jugador de dominó
- Lucrecia de Rebétez
- Francisca Riera
- Arturo Ripstein (Arturo Rosen)
- Juan Rulfo: jugador de dominó
- Rocío Sagaón: Ana
- Blanca Estela Salazar: la veïna
- Cristina Samano
- Hugo Velásquez
- Luis Vicens: don Ubaldo

### Sobre la pel·lícula
El 1964, el Sindicato de Trabajadores de la Producción Cinematográfica de la República Mexicana (STPC) va organitzar un concurs públic que pretenia donar als nous valors l'oportunitat d'entrar al cinema mexicà. El primer premi va ser guanyat per Rubén Gámez.
Alberto Isaac i el crític de cinema Emilio García Riera van decidir presentar el conte del seu amic Gabriel García Márquez, desconegut llavors per al gran públic. La pel·lícula va ser filmada en tres setmanes en la Ciutat de Mèxic i en Cuautla, amb un pressupost molt modest. L'elenc va estar integrat per una llista impressionant de figures contemporànies de la literatura i del cinema: Luis Buñuel, Arturo Ripstein, Alfonso Arau, José Luis Cuevas, l’escriptor Juan Rulfo, els moners Ernesto García Cabral i Abel Quezada, el crític de cinema Emilio García Riera i el mateix Gabriel García Márquez, Alberto Isaac i el crític de cinema Emilio García Riera van decidir presentar el conte del seu amic Gabriel García Márquez, desconegut llavors per al gran públic. La pel·lícula va ser filmada en tres setmanes en la Ciutat de Mèxic i en Cuautla, amb un pressupost molt modest. L'elenc va estar integrat per una llista impressionant de figures contemporànies de la literatura i del cinema: Las visitaciones del diablo.

### Reconeixements
- 1964: Segon lloc del Primer Concurs del Cinema Independent del STPC
- 1965: Pardo d’Argento al Festival Internacional de Cinema de Locarno
- 1966: Diossa de Plata per al millor director.